# Ватиканська пінакотека

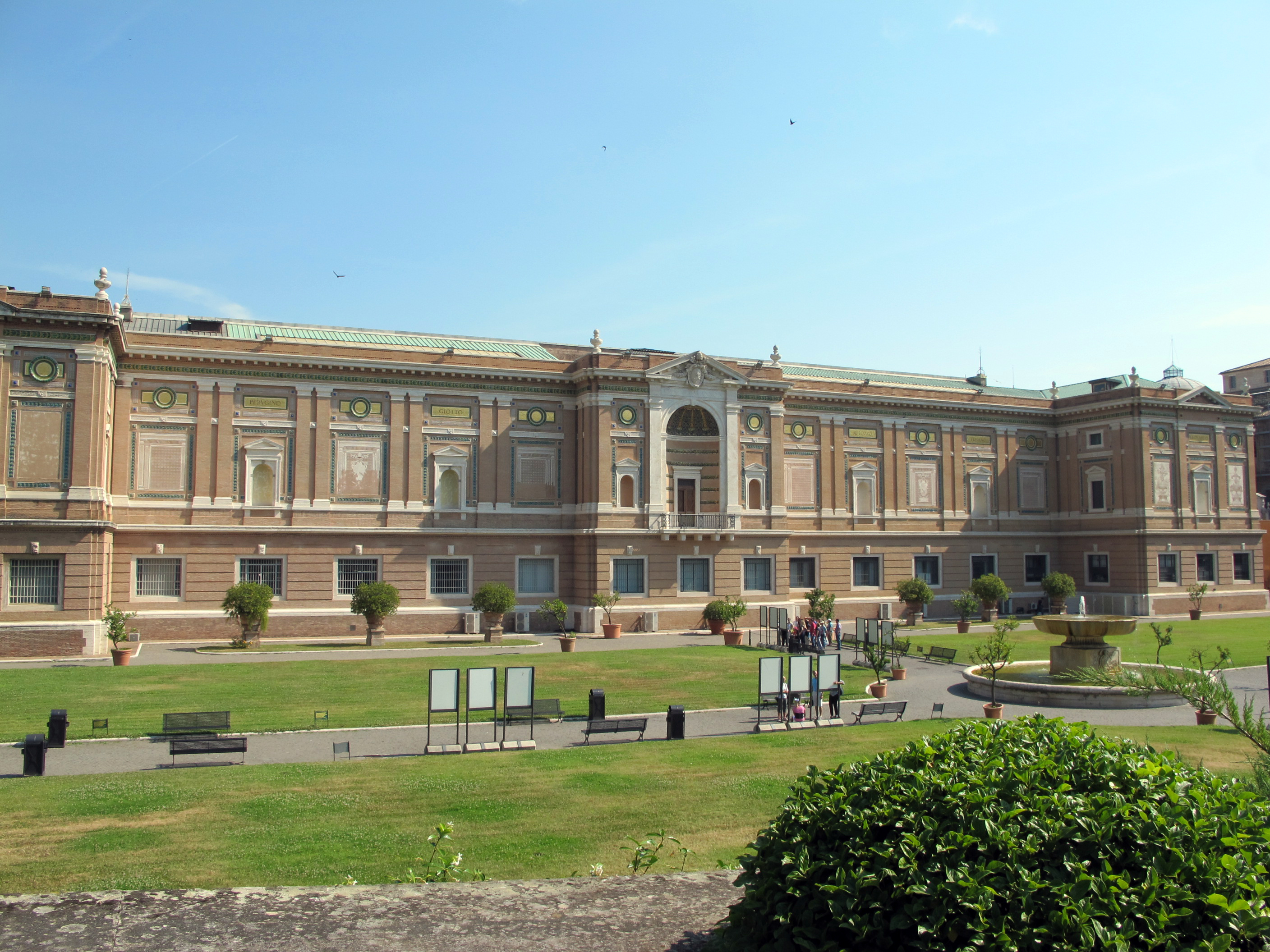
Ватиканська пінакотека, парковий фасад, 2014

Ватиканска пінакотека (італ. Pinacoteca Vaticana) — один из музеїв Ватикану. Заснована Пієм VI, відкрита 19 березня 1908 в одному з крил Бельведерського палацу, у 1932 побудовано нову будівлю за замовленням папи Пія XI. У 18 залах в хронологічному порядку представлено візантійський та європейський живопис XI–XIX ст (близько 460 картин). Багато з картин відправлені у 1797 за наказом Наполеона в Париж. У 1815 на Віденському конгресі було прийнято рішення повернути картини у Ватикан.

## Зали

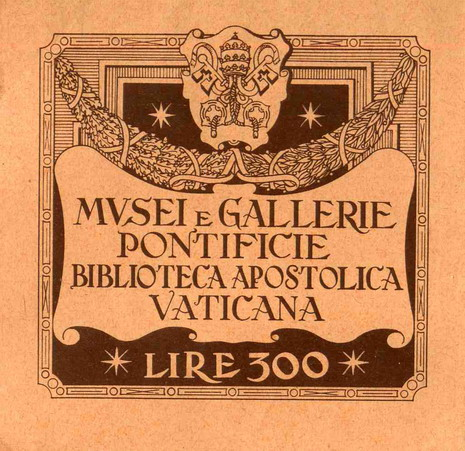
Вхідний квиток до музеїв і галерей Ватикана

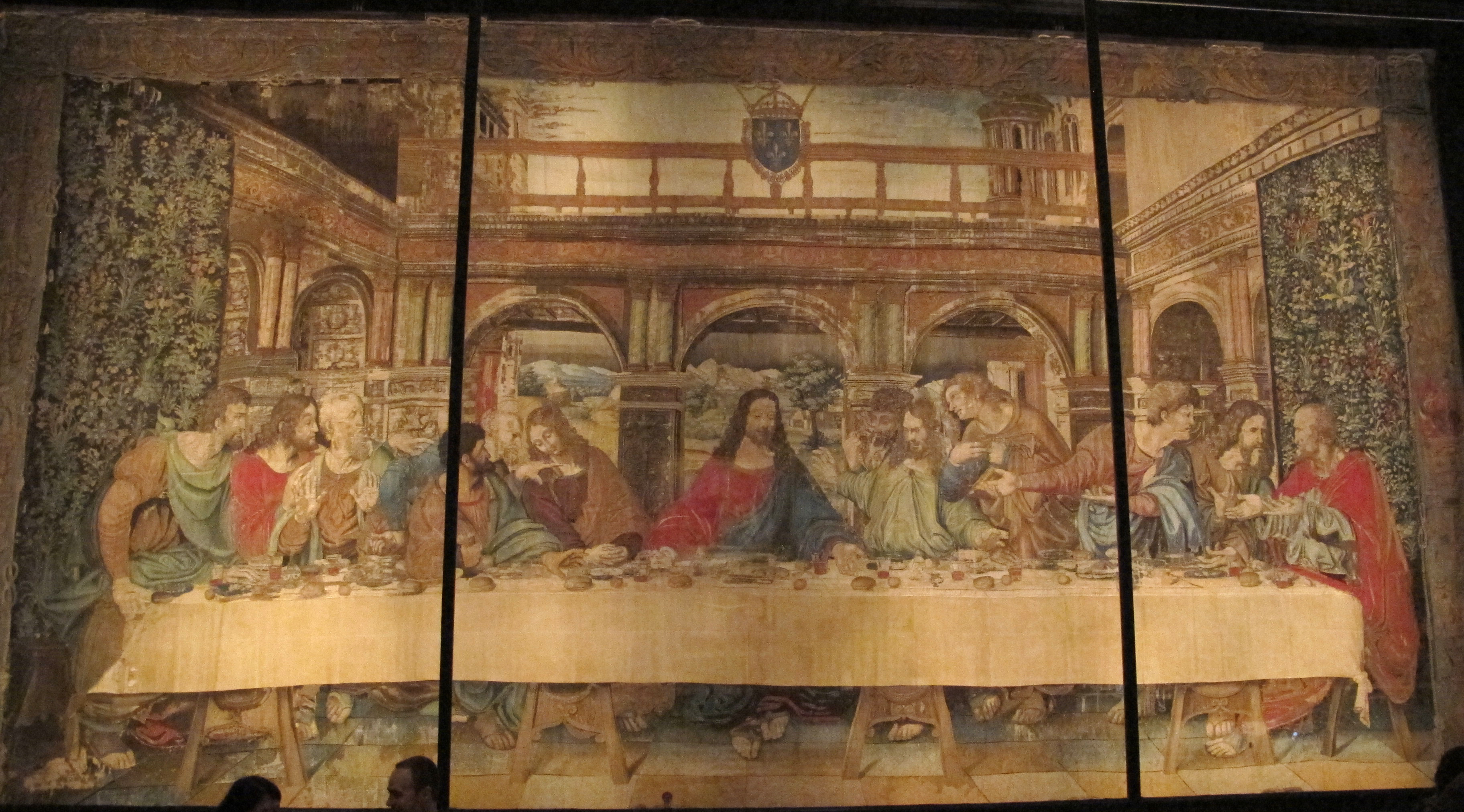
Леонардески. Аррас «Таємна вечеря» за композицією Леонардо да Вінчі у Мілані. Ватиканська пінакотека.

Зал I (XII–XV ст.): Середньовічні Сієнська, умбрійська та Тосканська школи. Роботи Ніколо і Джованні.
Зал II(XIII–XV ст.): Представлені картини сієнських художників треченто, Джотто (1267–1337) і учнів: триптих Стефанескі (1330–1335); Сімоне Мартіні, Бернардо Дадді («Мадонна»), П'єтро Лоренцетті.
Зал III (XV ст.): Флорентійський живопис часів Ренесансу: роботи Фра Анджеліко (1387—1455):Мадонна на троні між святими Катериною і Доменіко (бл. 1435),Сцени з життя св. Миколи (1437),Святий Франциск Ассизький отримує стигмати (бл. 1440); Філіппо Ліппі: «Вінчання Богоматері», «Мадонна» роботи Беноццо Гоццолі.
Зал IV (XV–XVI ст.) Фреска Мелоццо да Форлі — «Сікст IV засновує Ватиканську бібліотеку», фрагменти мозаїки абсиди з церкви Санті Апостолі.
Зал V (XV ст) Ерколе де Роберті;Лукас Кранах Старший- «Пієта».
Зал VI (XV ст) Поліптих і; «Пієта» роботи Карло Крівеллі, Антоніо Віваріні.
Зал VII (XV–XVI ст.)П'єтро Перуджино(бл. 1452–1523): «Мадонна з немовлям і святими» (1495–1496 рр..), «Воскресіння» (1499–1500), «Св. Бенедикт»; Пінтуріккйо — «Коронування Марії».
Зал VIII (XVI ст.) Рафаель Санті(1483–1520): «Мадонна ді Толін» (1511), «Преображення» (1519 - 1520), «Коронування Марії» (1502 - 1504), «Св. Петро "(1513 - 1514), «Св. Павло» (1513–1514), (Бл. 1490–1576): «Портрет доджа Нікколо Марчелло» (бл. 1474), «Мадонна з немовлям і святими» (Мадонна ді Сан Нікколо деї Фрарі) (1533 - 1535); Також гобелени за ескізами Рафаеля.
Зал IX Знаходяться твори Леонардо да Вінчі (1452 - 1519): незакінчена картина Св. Ієронім (бл. 1482) і художників XV—XVI ст., Наприклад, венеційського художника Джованні Белліні: «Оплакування Христа св. Йосипом Ариматейским з Никодимом і  Марією Магдалиною»;
Зал X (XVI ст.) Школа Рафаеля і венеційський живопис; Тіціан : «Святий Миколай і Мадонна»; Паоло Веронезе (1528—1588): «Видіння святої Олени» (бл. 1570), "Алегорія»; Бордон.
Зал XI (кінець XVI ст.) Федеріко Бароччі: «Благовіщення»; Джорджо Вазарі.
Зал XII (XVII ст.) Живопис в стилі бароко Домінічіно, Гуерчіно: «Свята Марія Магдалена»;,  Нікола Пуссена (1594—1665 рр.): «Мучеництво святого Еразма», Караваджо (1573 - 1610): "Зняття з хреста»; Гвідо Рені (1575 -1642): " Розп'яття святого Петра»;
Зал XIII (XVII ст.) П'єтро да Кортона — «Мадонна і святий Франциск»; Рібера.
Зал XIV (XVII ст.) Нідерландські і фламандські майстра: Пуссен, Жак Куртуа (Jacques Courtois, також il Borgognone): «Битва»; Бартоломе Естебан Мурільйо.
Зал XV (XVIII ст.) Портрети. Джузеппе Марія Креспі: «Папа Бенедикт XIV»; Томас Лоренц: «Георг IV» (1816 р.); Тіціан; Помпео Батоні: «Папа Пій VI», Карло Маратта: «Папа Климент IX».
Зал XVI (XIX ст.) Петер Венцель;
Зал XVII (XVII ст.) Ангели Лоренцо Берніні;
Зал XVIII (XV–XVI ст.) ікони і мозаїка;

## Галерея

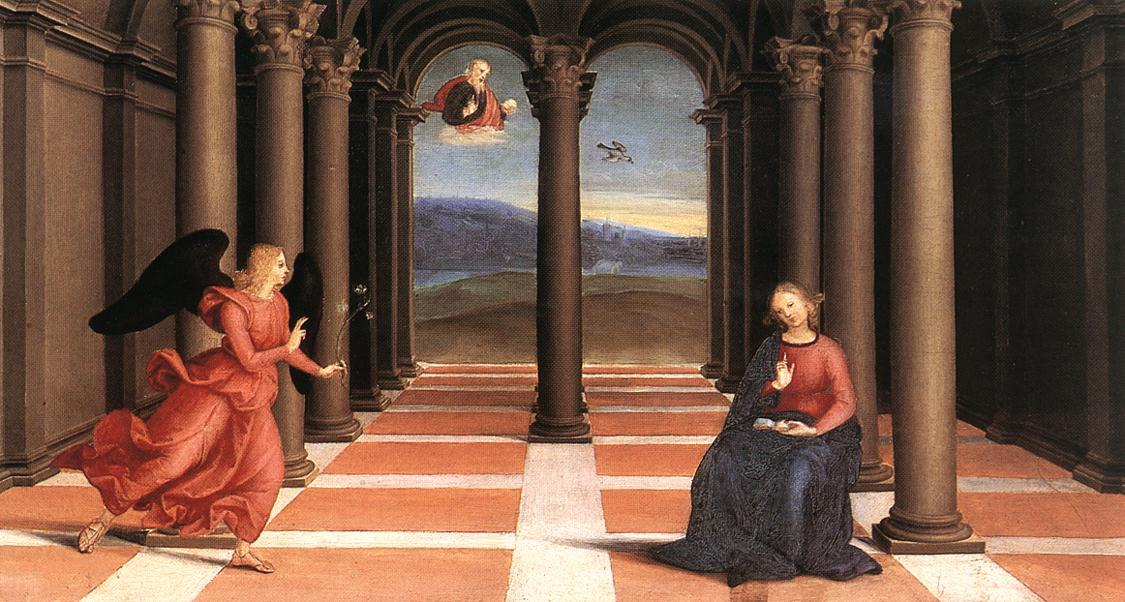
Рафаель. «Благовіщення» (Вівтар Одді)
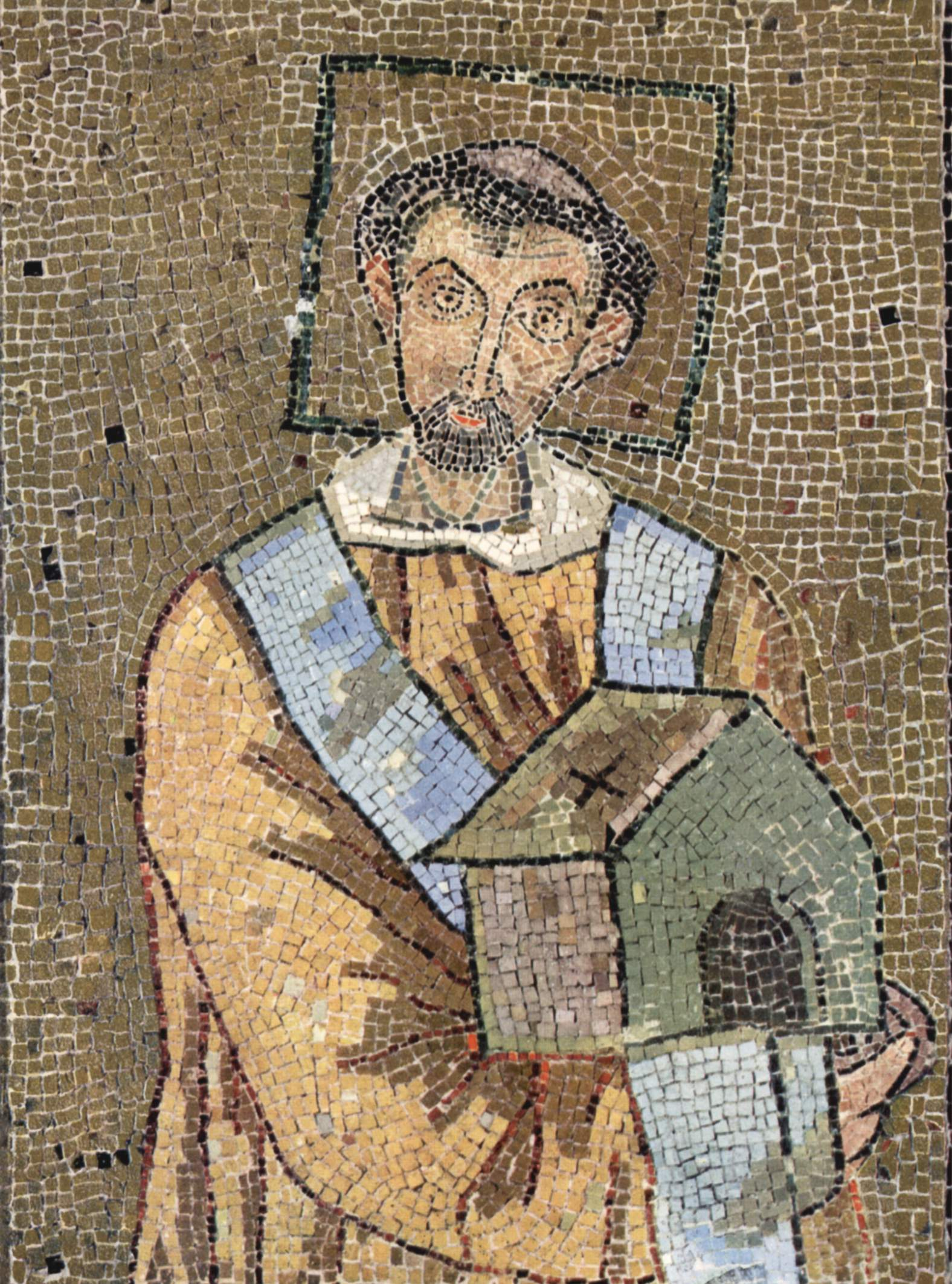
Невідомий віантійський мозаїчист.
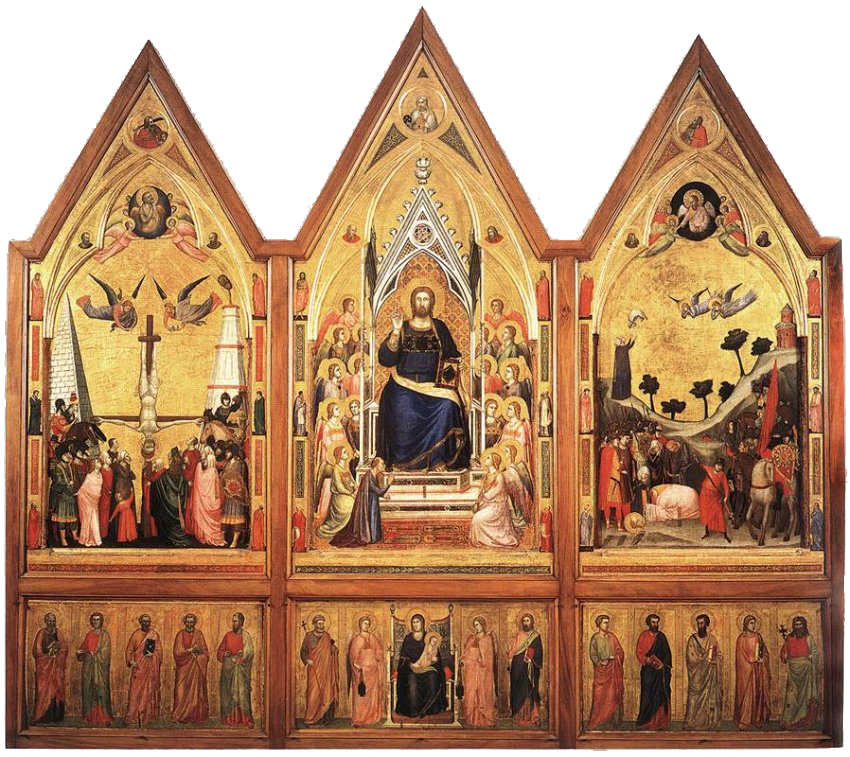
Джотто ді Бондоне. Триптих Стефанескі, бл. 1320
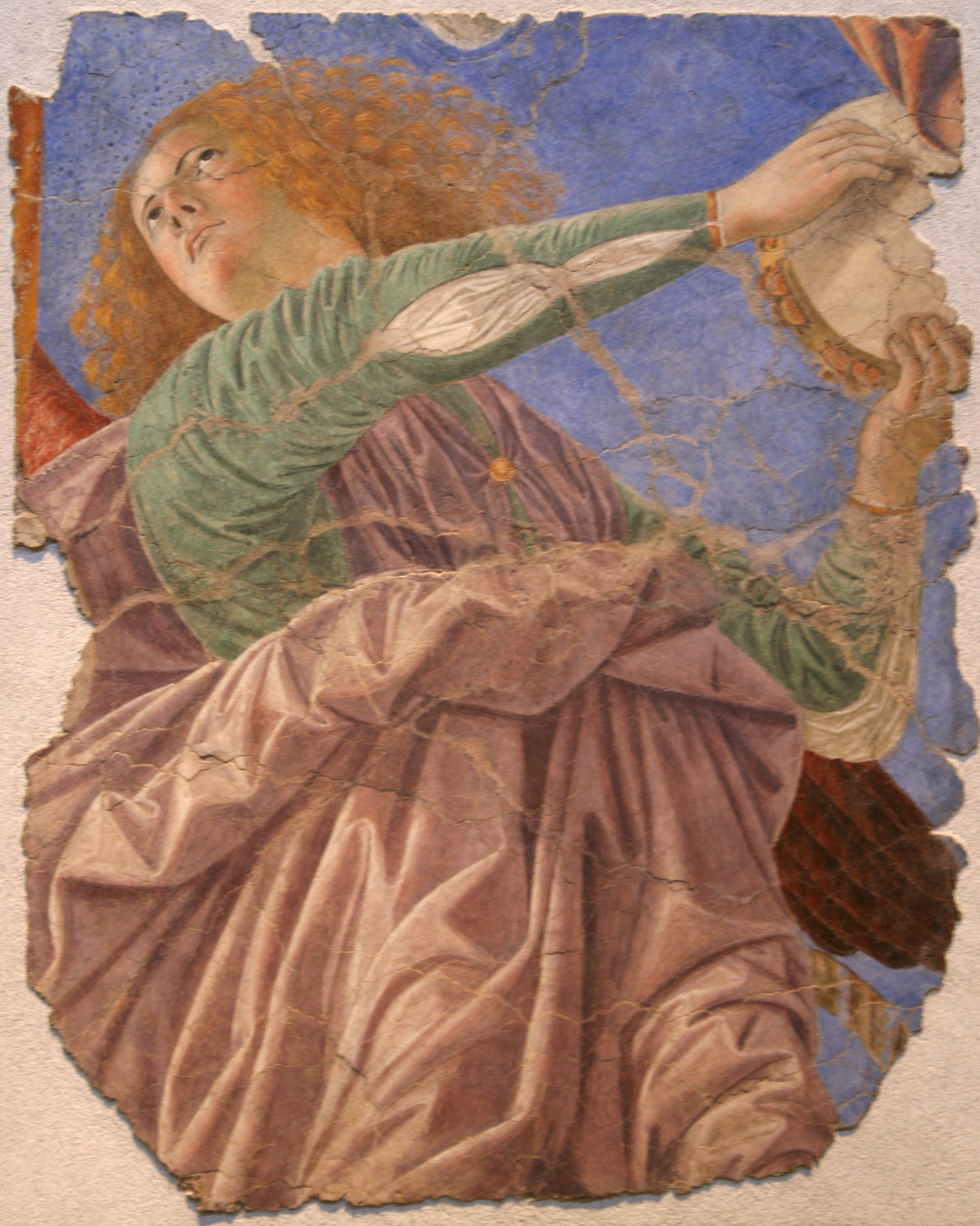
Мелоццо да Форлі. «Янгол», залишок фрески
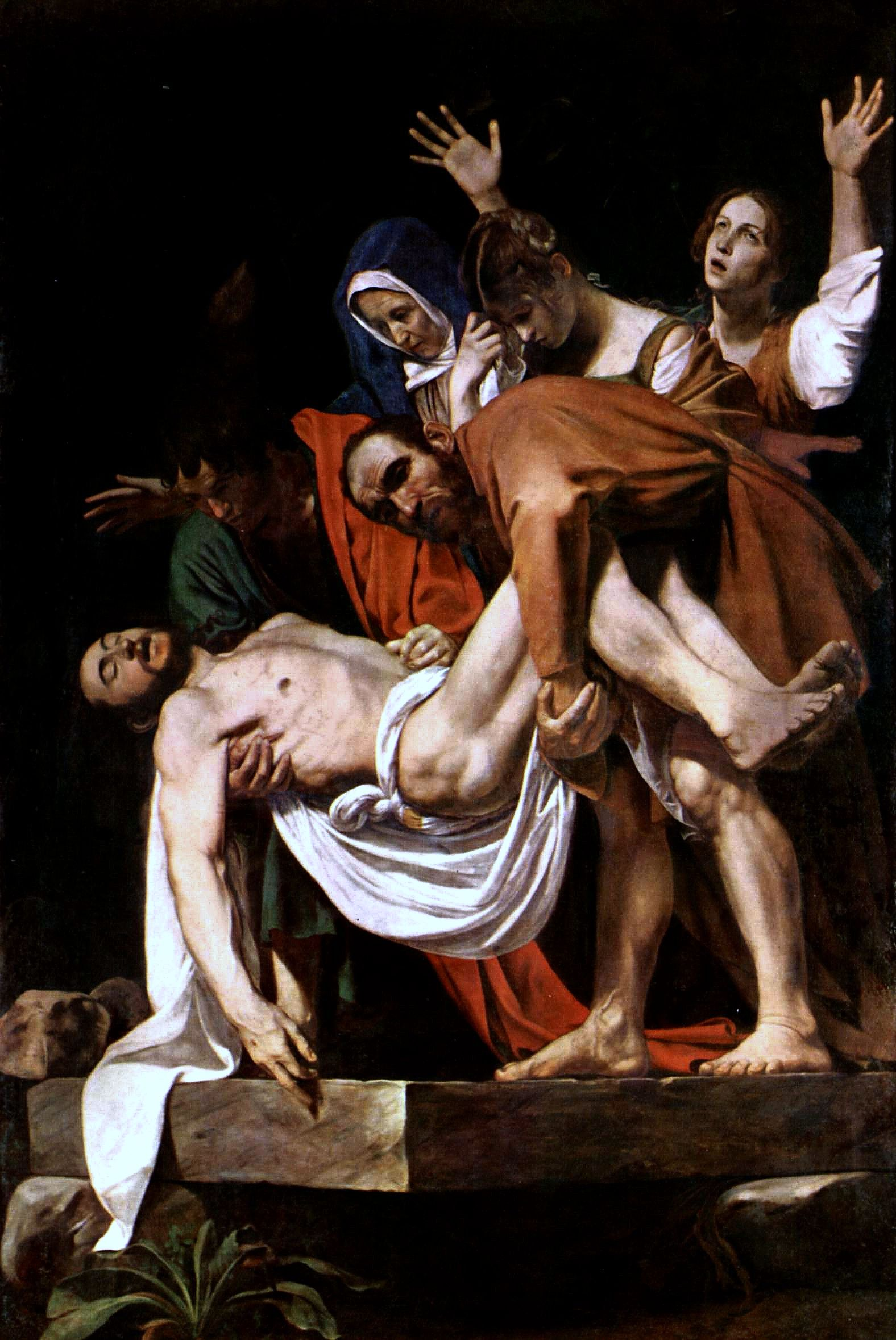
Караваджо. «Христа знімають з хреста»
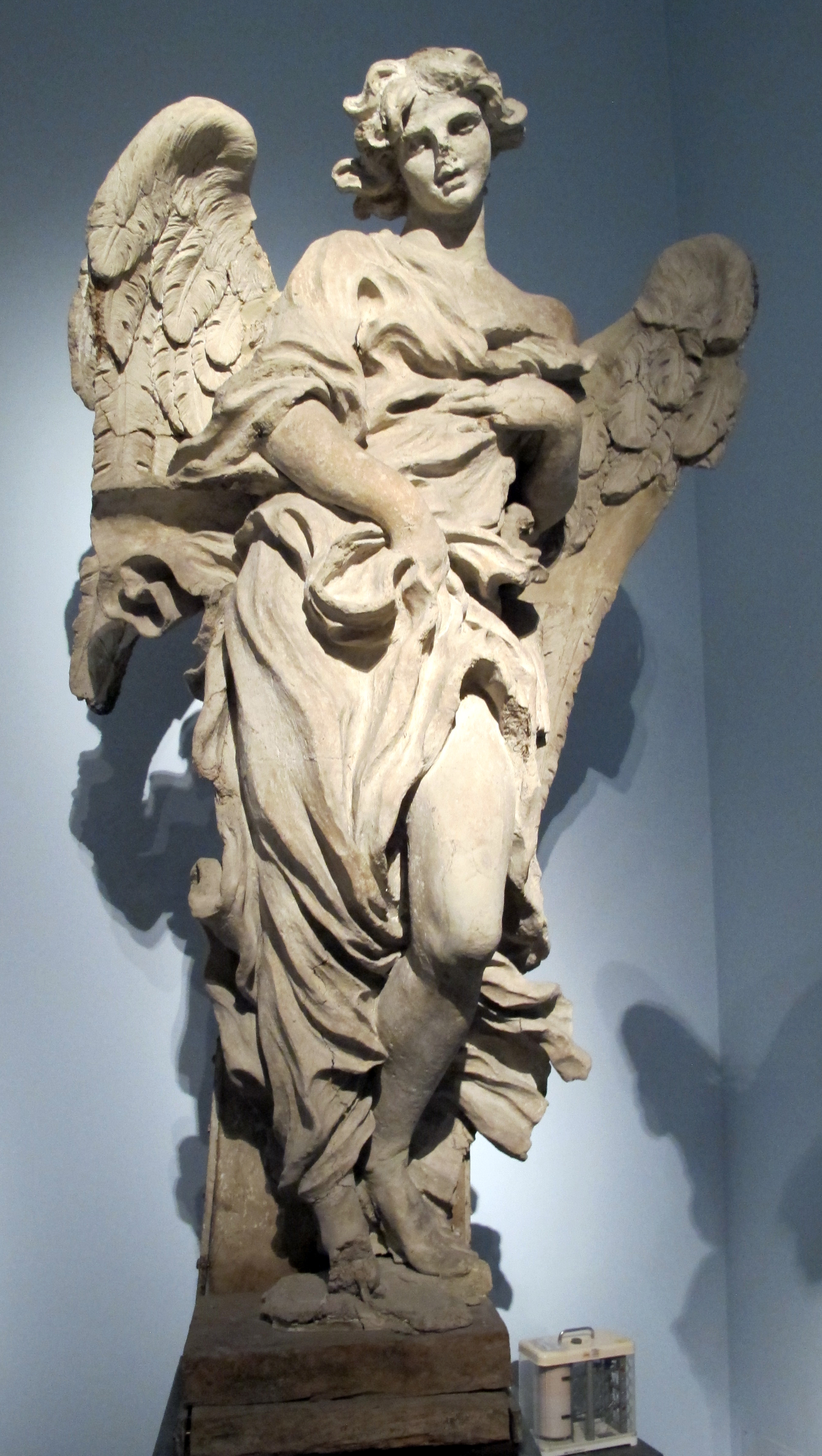
Лоренцо Берніні. Модель янгола для вівтаря собору св. Петра, 1665
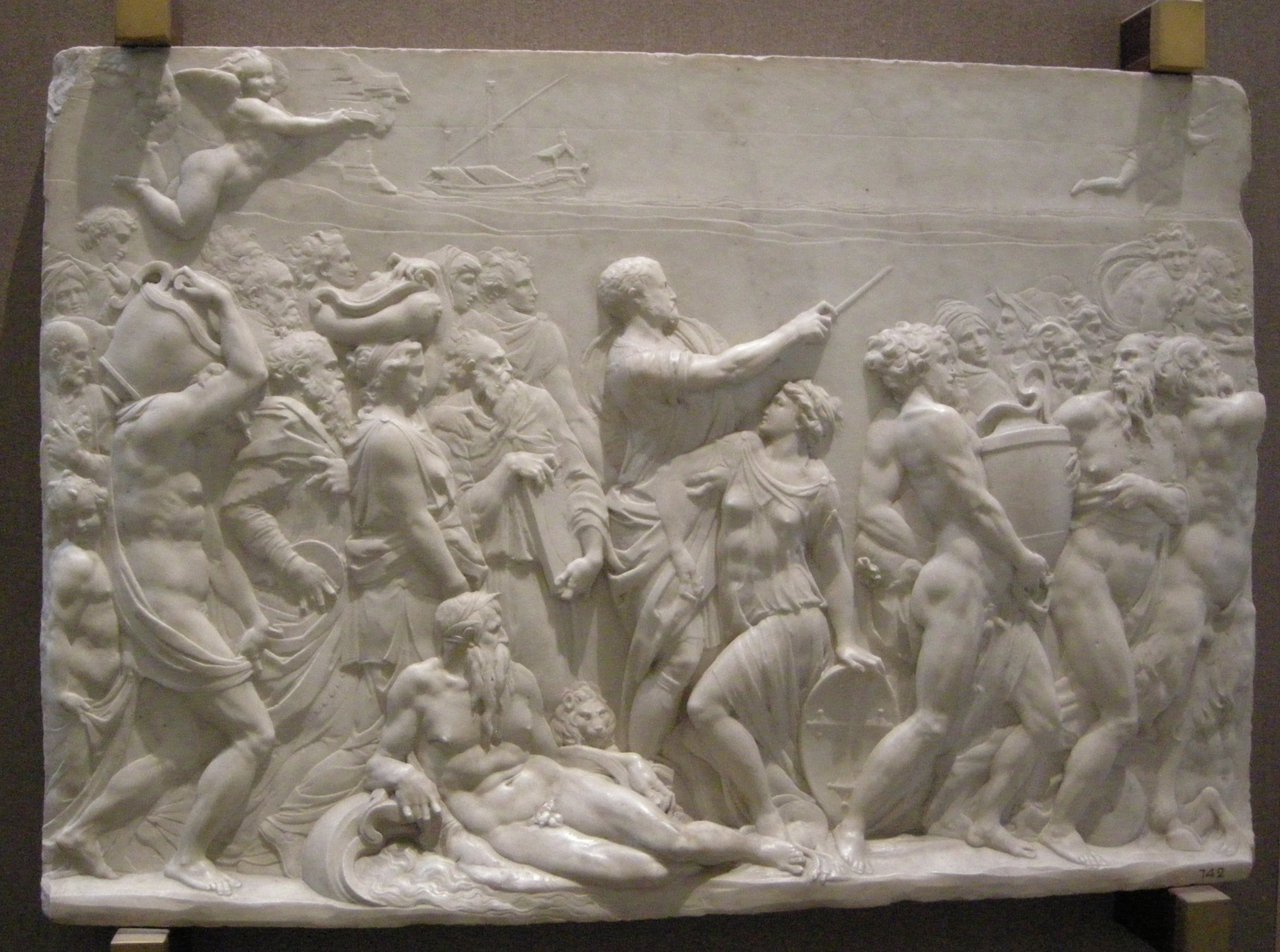
Скульптор Пьєріно да Вінчі. «Князь Козімо І Медічі як патрон міста Піза», Ватиканська пінакотека